# 劉子鳳
劉子鳳（?—?），南北朝刘宋宋孝武帝劉駿第十子，母為何婕妤。為劉子趨的胞兄。子鳳早夭，未封王。